# Giovanni Tommaso Prunotto
Giovanni Tommaso Prunotto (Guarene, 1700 – Torino, 1771) è stato un architetto italiano, attivo alla corte dei Savoia.
Ci è ignota la data di nascita di Giovanni Tommaso Prunotto, e sulla sua vita giovanile non si posseggono molte informazioni. Una cosa è però certa: notato da Filippo Juvarra, circa a trent'anni, Prunotto viene nominato Sovraintendente ai Lavori della Palazzina di caccia di Stupinigi. Un incarico molto importante, che può far dedurre che il giovane architetto abbia svolto altre opere, a noi non pervenuteci o erroneamente attribuite ad altri, per la cui esecuzione sia divenuto discretamente famoso.
L'incarico di sovraintendente venne svolto attivamente solo dal 1736, anno della morte di Juvarra, e proseguì per ben quarantadue anni: egli, già nel 1739, fornisce le istruzioni per la creazione dei padiglioni laterali, su ispirazione dei modelli juvarriani. I suoi lavori di ampliamento proseguirono con le scuderie, la galleria di ponente, il padiglione di levante e, infine, le mura esterne, nel 1764. Interessato anche ai dettagli interni, non fu raro che disegnasse le porte, gli infissi e le strutture da realizzarsi.
Attivo anche in provincia, il Prunotto progettò, tra il 1740 e il 1743, la parrocchiale di Beinasco, fra il '43 e il 1753 l'Abbazia di Santa Maria di Casanova, presso Carmagnola, e altri lavori operò ad Andezeno, Centallo e Garzigliana. Tra le ultime opere, anche la chiesa parrocchiale di Nichelino.